# Szobiszowice (Gliwice)
Szobiszowice (niem. Städtisch Petersdorf, Sobischowitz) – dzielnica miasta Gliwice od  1 stycznia 1927 roku (od 1875 roku w okręgu policyjnym Gleiwitz).

## Historia
Dzielnica powstała w XIII wieku. Po raz pierwszy Szobiszowice wymienione zostały w spisanej na przełomie XIII i XIV w. po łacinie "Księdze uposażeń biskupstwa wrocławskiego" (Liber fundationis episcopatus Vratislaviensis). Dzisiejsza dzielnica miasta Gliwice wymieniona jest tam jako Novo Sobyssowitz.

## Obiekty na terenie dzielnicy
- kościół pw. św. Bartłomieja (stary i nowy budynek)
- cmentarz Lipowy – powstały w 1885 roku
- stary cmentarz Szobiszowice – przy starym kościele św. Bartłomieja
- nowy cmentarz Szobiszowice – przy nowym kościele św. Bartłomieja, znajdujący się na terenie parafii pw. Miłosierdzia Bożego.
- nowy cmentarz Żydowski w Gliwicach – kirkut z 1902 roku; przy cmentarzu w 1903 roku powstał neogotycki dom przedpogrzebowy projektu Maxa Fleischera (1841-1905).
- radiostacja gliwicka

### Szkoły
- Szkoła Podstawowa nr 20 im. Powstańców Śląskich, ul. Jana Śliwki 8
- Szkoła Podstawowa nr 7 im. Adama Mickiewicza, ul. Tarnogórska 59
- Szkoła Podstawowa nr 4, ul.Orląt Śląskich 25
- Liceum Ogólnokształcące nr 3 im. W. Styczyńskiego, ul. Aleksandra Gierymskiego 1
- Liceum Ogólnokształcące nr 7 ul.Orląt Śląskich 25

## Galeria

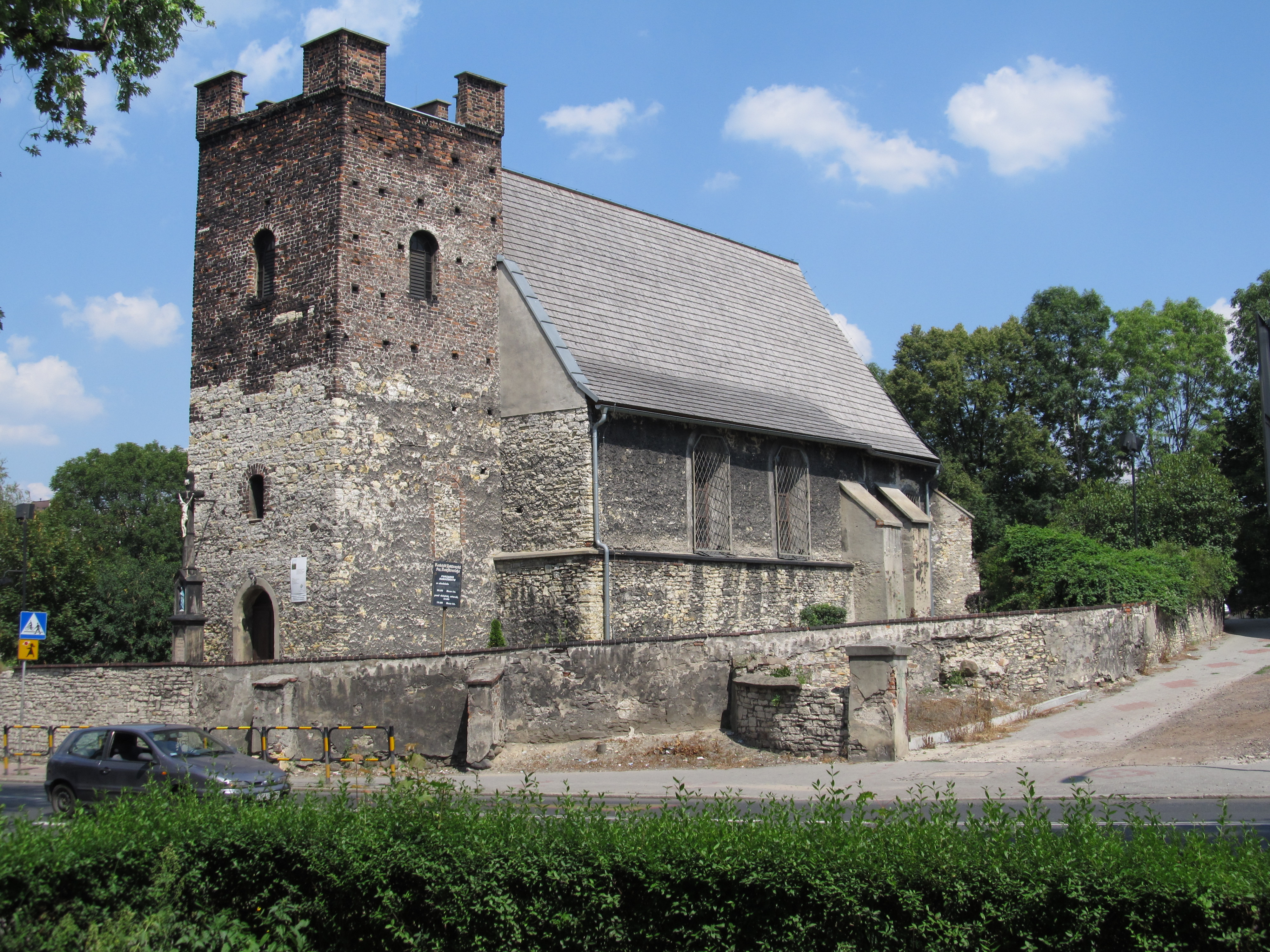
Kościół św. Bartłomieja (stary) w Szobiszowicach
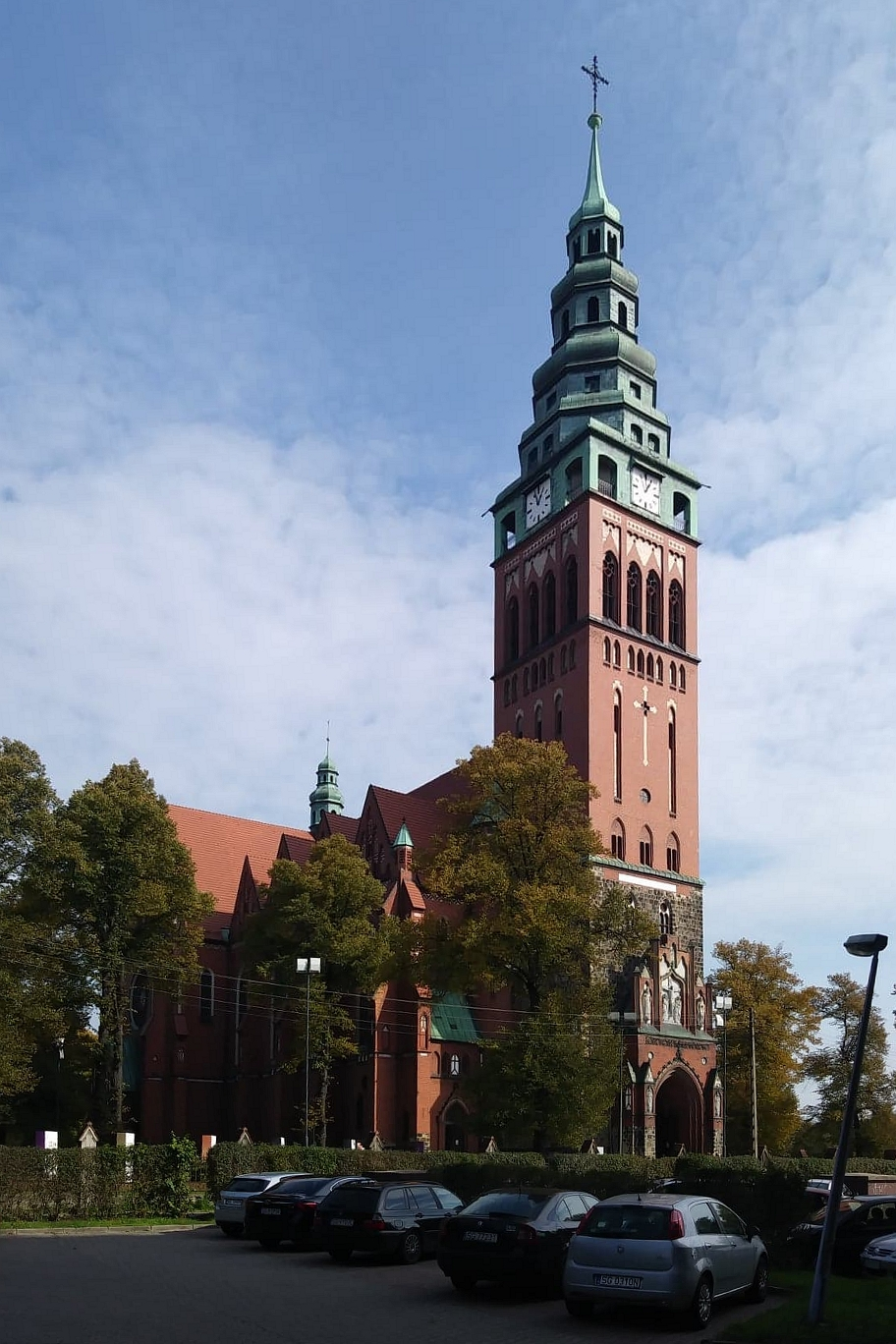
Kościół św. Bartłomieja (nowy) w Szobiszowicach
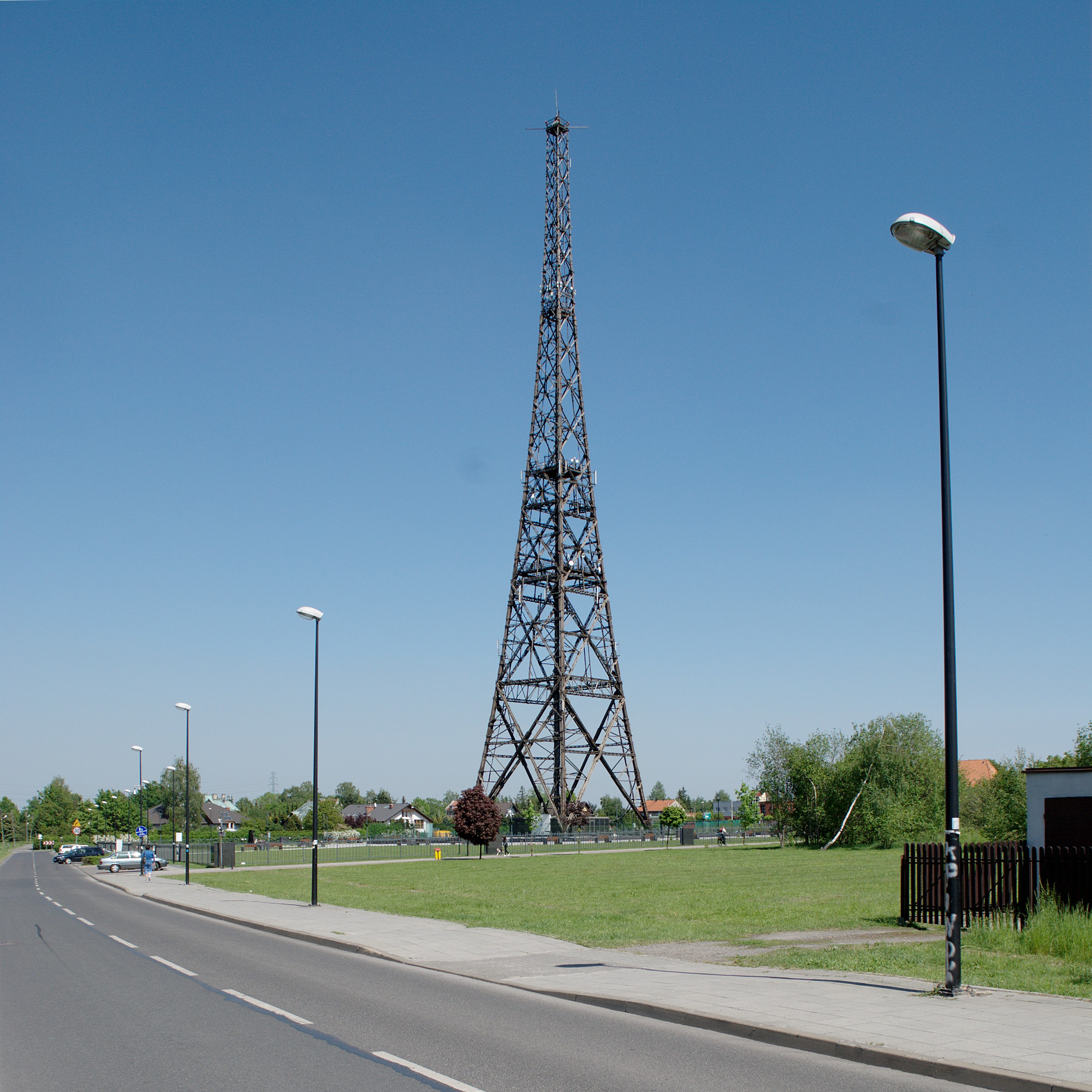
Maszt radiostacji gliwickiej